# Gran Premi d'Alemanya del 1962
Resultats del Gran Premi d'Alemanya de Fórmula 1 de la temporada 1962, disputat al circuit de Nürburgring el 5 d'agost del 1962.

## Resultats
| Pos | No | Pilot                   | Equip            | Voltes | Temps/ Retirada   | Pos. de sortida | Punts |
| --- | -- | ----------------------- | ---------------- | ------ | ----------------- | --------------- | ----- |
| 1   | 11 | Graham Hill             | BRM              | 15     | 2h 38' 45. 3      | 2               | 9     |
| 2   | 14 | John Surtees            | Lola - Climax    | 15     | + 2.5 s           | 4               | 6     |
| 3   | 7  | Dan Gurney              | Porsche          | 15     | + 4.4 s           | 1               | 4     |
| 4   | 5  | Jim Clark               | Lotus - Climax   | 15     | + 42.1 s          | 3               | 3     |
| 5   | 9  | Bruce McLaren           | Cooper - Climax  | 15     | + 1' 19.6 min.    | 5               | 2     |
| 6   | 3  | Ricardo Rodríguez       | Ferrari          | 15     | + 1' 23.8 min.    | 10              | 1     |
| 7   | 8  | Jo Bonnier              | Porsche          | 15     | + 4' 37.3 min.    | 6               |       |
| 8   | 12 | Richie Ginther          | BRM              | 15     | + 5' 00.1 min.    | 7               |       |
| 9   | 10 | Tony Maggs              | Cooper - Climax  | 15     | + 5' 07.0 min.    | 23              |       |
| 10  | 2  | Giancarlo Baghetti      | Ferrari          | 15     | + 8' 14.7 min.    | 13              |       |
| 11  | 25 | Ian Burgess             | Cooper - Climax  | 15     | + 8' 15.3 min.    | 16              |       |
| 12  | 19 | Jo Siffert              | Lotus - Climax   | 15     | + 8' 15.5 min.    | 17              |       |
| 13  | 18 | Carel Godin de Beaufort | Porsche          | 15     | + 9' 11.8 min.    | 8               |       |
| 14  | 32 | Heini Walter            | Porsche          | 14     | + 1 Volta         | 14              |       |
| 15  | 26 | Nino Vaccarella         | Porsche          | 14     | + 1 Volta         | 15              |       |
| 16  | 21 | Lucien Bianchi          | ENB - Maserati   | 14     | + 1 Volta         | 25              |       |
| Ret | 20 | Jackie Lewis            | Cooper - Climax  | 10     | Suspensions       | 21              |       |
| Ret | 1  | Phil Hill               | Ferrari          | 9      | Suspensions       | 12              |       |
| Ret | 16 | Jack Brabham            | Brabham - Climax | 9      | Accelerador       | 24              |       |
| Ret | 27 | Keith Greene            | Gilby - BRM      | 7      | Suspensions       | 19              |       |
| Ret | 15 | Roy Salvadori           | Lola - Climax    | 4      | Caixa canvi       | 9               |       |
| Ret | 17 | Maurice Trintignant     | Lotus - Climax   | 4      | Caixa canvi       | 11              |       |
| Ret | 4  | Lorenzo Bandini         | Ferrari          | 4      | Accident          | 18              |       |
| Ret | 28 | Heinz Schiller          | Lotus - BRM      | 4      | Pressió de l'oli  | 20              |       |
| Ret | 31 | Bernard Collomb         | Cooper - Climax  | 2      | Caixa canvi       | 22              |       |
| Ret | 6  | Trevor Taylor           | Lotus - Climax   | 0      | Accident          | 26              |       |
| NVQ | 29 | Tony Shelly             | Lotus - Climax   |        |                   |                 |       |
| NVQ | 34 | Wolfgang Seidel         | Lotus - BRM      |        |                   |                 |       |
| NVQ | 30 | Jay Chamberlain         | Lotus - Climax   |        |                   |                 |       |
| NVQ | 34 | Gunther Seiffert        | Lotus - BRM      |        |                   |                 |       |
| WD  | 33 | Tony Marsh              | BRM              |        | Cotxe no preparat |                 |       |

## Altres
- Pole: Dan Gurney 8' 47. 2

- Volta ràpida: Graham Hill 10' 12. 2 (a la volta 3)